# Kendrick Forbes
Kendrick John Forbes (ur. 20 sierpnia 1975 w Nassau) – duchowny katolicki z Bahamów, biskup diecezjalny Roseau od 2024.

## Życiorys

### Prezbiterat
Święcenia kapłańskie otrzymał 11 czerwca 2002 i został inkardynowany do archidiecezji Nassau. Po dwuletnim stażu wikariuszowskim w parafii archikatedralnej został mianowany wikariuszem sądowym. Pełnił jednocześnie funkcje: proboszcza kilku parafii w Nassau (Świętej Rodziny: 2004–2006; św. Pawła Apostoła: 2006–2024), przewodniczącego archidiecezjalnej komisji rewizyjnej (2012–2024) oraz wikariusza generalnego (2017–2014).

### Episkopat
2 maja 2024 papież Franciszek mianował go biskupem diecezji Roseau obejmującą swoim zasięgiem Dominikę. Sakry udzielił mu 25 lipca 2024 metropolita Castries – arcybiskup Gabriel Malzaire.